# نيومان إيفي وايت
نيومان إيفي وايت (بالإنجليزية: Newman Ivey White)‏ هو أكاديمي أمريكي، ولد في 3 فبراير 1892 في ستيتسفيل في الولايات المتحدة، وتوفي في 6 ديسمبر 1948 في كامبريدج في الولايات المتحدة.